# Mary W. Gray

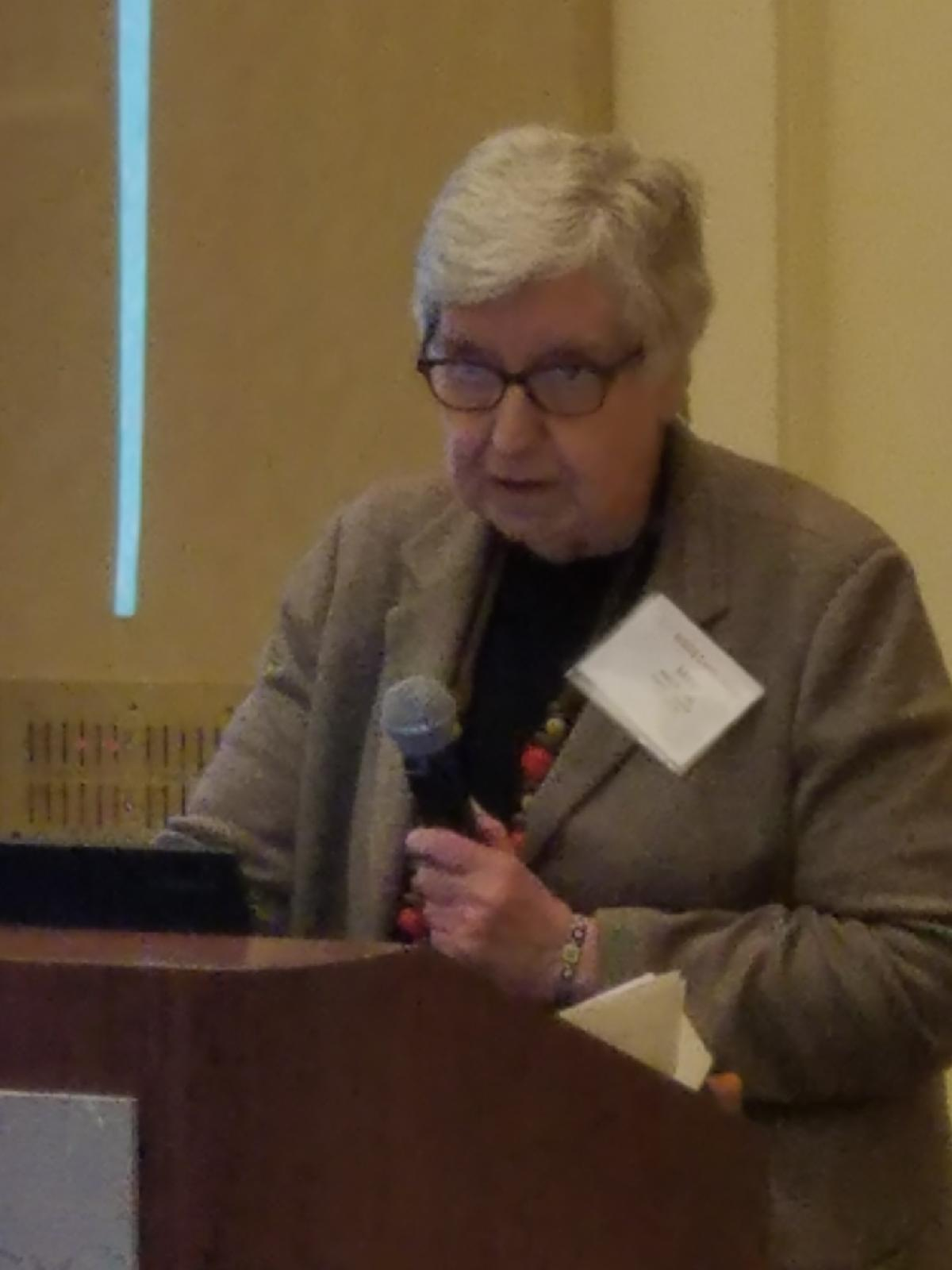
Mary Gray 2017 auf der Women in Statistics and Data Science Conference

 Mary W. Gray (* 8. April 1938 in Nebraska) ist eine US-amerikanische Mathematikerin und Hochschullehrerin. Sie ist derzeit Mitglied des Beirats von POMED (Projekt zur Demokratie im Nahen Osten) und Vorsitzende des Board of Directors von AMIDEAST (America-Mideast Educational and Training Services, Inc.). Sie ist Gründungspräsidentin der Association for Women in Mathematics, ist Mitglied der Rechtsanwaltskammer des District of Columbia und des U.S. Supreme Court bars.

## Leben und Werk
Gray wurde als Mary Lee Wheat als Tochter der Schullehrerin Lillie Alves und Neil Claude Wheat geboren und besuchte die High School in Hastings, Nebraska. Nach dem Abschluss studierte sie Mathematik und Physik am Hastings College bis 1959. Anschließend studierte sie ein Jahr mit einem Fulbright-Stipendium in Frankfurt am Goethe-Institut. Nach ihrer Rückkehr in die USA studierte sie an der University of Kansas und erhielt 1962 einen Master-Abschluss. 1964 promovierte sie dort bei William Raymond Scott mit der Dissertation: Radical Subcategories. Ihr Studium wurde teilweise durch Stipendien der National Science Foundation und teilweise durch die Arbeit als Assistant Instructor an der University of Kansas finanziert. Zusätzlich war sie jeden Sommer als Physikerin am National Institute of Standards and Technology beschäftigt. Nach ihrem Abschluss heiratete sie den Mathematiker Alfred Gray, den sie an der Universität von Kansas kennengelernt hatte und der an die University of California in Berkeley berufen wurde, während sie im Sommer einen Kurs in Berkeley unterrichtete und anschließend an die California State University in Hayward berufen wurde. 1968 wurde er an die University of Maryland und sie als Professorin an die American University in Washington berufen. Sie unternahm viel, um die Rolle von Mathematikerinnen zu unterstützen. 1972 veröffentlichte sie den Artikel Women in Mathematics im American Mathematical Monthly. Zu dieser Zeit war sie Präsidentin der Association for Women in Mathematics, einer Organisation, an deren Gründung sie beteiligt war und die sie von 1971 bis 1973 als Präsidentin leitete. Eine ihrer ersten Handlungen bestand darin, Druck auf die American Mathematical Society auszuüben, die ihrer Meinung nach nicht annähernd genug Frauen in ihren Ausschüssen oder unter den Rednern ihrer Konferenzen hatte. Sie ging das Problem direkt an und versuchte nach sorgfältiger Lektüre der Satzung der American Mathematical Society, an einer der Ratssitzungen der Society teilzunehmen. Als ihr gesagt wurde, sie müsse gehen, antwortete sie, dass sie in der Satzung keine Regeln finden könne, die die Teilnahme an Ratssitzungen einschränken. Dann wurde ihr gesagt, es sei ein „Gentlemen's Agreement“. Natürlich antwortete sie: „Nun, offensichtlich bin ich kein Gentleman.“ Später wurde sie in den Rat gewählt und 1976 zur zweiten Vizepräsidentin (die erste war Charlotte Angas Scott).
Zusätzlich studierte sie in den 1970er Jahren Rechtswissenschaften und erhielt 1979 einen Abschluss in Rechtswissenschaften mit Auszeichnung vom American University Washington College of Law. Sie ist Autorin von Büchern und Artikeln in den Bereichen Mathematik, Mathematikunterricht, Informatik, angewandte Statistik, wirtschaftliche Gerechtigkeit, Diskriminierungsrecht und akademische Freiheit. Sie hat 34 Doktoranden an der American University betreut. 1994 erhielt sie den Mentor Award der American Association for the Advancement of Science. Sie wurde von Präsident George W. Bush mit dem Presidential Award für herausragende Leistungen in den Bereichen Wissenschaft, Technik und Mathematik ausgezeichnet und erhielt auch Ehrentitel von der University of Nebraska, dem Mount Holyoke College und dem Hastings College. Sie ist Mitglied der American Mathematical Society, der American Statistical Association, der American Association for Advancement of Science und der Association for Women in Science. Die Association for Women in Mathematics vergibt den Mary and Alfie Gray Award for Social  Justice,  um Anwendungen der mathematischen Wissenschaften zur Förderung der sozialen Gerechtigkeit auszuzeichnen. Sie war Vorsitzender des Board of Directors von Amnesty International USA, Internationaler Schatzmeister von Amnesty International und Vorsitzender des internationalen Entwicklungsausschusses. Sie war auch Mitglied von Gremien und Komitees von Organisationen wie der American Civil Liberties Union, der American Middle East Education Foundation und hat Vorträge in den USA, Europa, Lateinamerika und im Nahen Osten gehalten.

## Auszeichnungen (Auswahl)
- 1959: Fulbright Fellowship
- 1959–1963: NDEA Fellowship
- 1963–1964: NSF Fellowship
- 1979: Georgina Smith Award, American Association of University Professors
- 1994: Mentor Award for Lifetime Achievement, American Association for the Advancement of Science
- 2001: Presidential Award for Excellence in Science, Engineering and Mathematics Mentoring
- 2012: Elizabeth L. Scott Award, Committee of Presidents of Statistical Societies
- 2013: Fellow of the American Mathematical Society
- 2017: Fellow of the Association for Women in Mathematics
- 2017: Karl E. Peace Award for Outstanding Statistical Contributions for the Betterment of Society

## Veröffentlichungen (Auswahl)
- 1970: Radical approach to algebra. Reading, Massachusetts: Addison-Wesley Pub. Co. OCLC 80899.
- 1972: Calculus with finite mathematics for social sciences. Reading, Massachusetts: Addison-Wesley Pub. Co. ISBN 978-0-201-02573-6.
- 1967: Radical Subcategories, Pacific Journal of Mathematics, Vol. 23, No. 1, 79–89.
- 1972: „Women in mathematics,“ American Mathematical Monthly, Vol. 79, 475–479.